# Sjenina Rijeka (Doboj Istok)
Pour les articles homonymes, voir Sjenina Rijeka.
Sjenina Rijeka (en cyrillique : Сјенина Ријека) est un village de Bosnie-Herzégovine. Il est situé dans la municipalité de Doboj Istok, dans le canton de Tuzla et dans la fédération de Bosnie-et-Herzégovine. Selon les premiers résultats du recensement bosnien de 2013, il ne compte aucun habitant.
Jusqu'en 1998, le village était rattaché à la municipalité de Doboj ; en 1998, une partie de son territoire a été rattachée à la municipalité de Doboj Istok nouvellement créée et intégrée à la fédération de Bosnie-et-Herzégovine.

## Démographie

### Répartition de la population par nationalités (1991)
En 1991, le village comptait 679 habitants, répartis de la manière suivante, :